# SS Pro Řím
SS Pro Řím byl italský fotbalový klub, sídlící ve městě Řím z regionu Lazio.
Fotbalový klub byl založen 28. srpna 1911 po zrušeném klubu Club Sportivo Ardor. Kromě fotbalu se tento oddíl věnoval atletice a plavání. První zápas odehráli proti Laziu (0:7) již v listopadu 1911. Do roku 1912 hráli turnaje o mistra Říma. Až poté se FIGC rozhodla, že povolí hrát v nejvyšší lize také ze středo jižní části Itálie a mezi tyto týmy byl i Pro Řím. Soutěž hráli do sezony 1921/22, když poté sestoupili do druhé ligy. V roce 1924 se klub spojil s US Romana a byl tak klub přejmenován na US Pro Roma a poté se o dva roky později se spojil s Fortitudem.